# Marches du 22 septembre 2020 au Cameroun
Les marches du 22 septembre 2020 au Cameroun sont une manifestation de grande ampleur au Cameroun à l'appel de la société civile camerounaise et de certains partis d'opposition. 

## Déroulement
En préparation à la marche du 22 septembre, des Camerounais de la diaspora ont manifesté à Paris, Berlin, Milan, Ottawa.

## Réactions

### Officielles
Les services du gouvernement interdisent toute manifestation. Paul Atanga Nji annonce une future interpellation des leaders du MRC et autres participants à la marche tels que Kah Walla et Djeukam Tchameni.
L'armée est mise en alerte.
Banda Kani se désolidarise de la position des partis du G-20 qui déclarent s'opposer à l'appel à manifester. 
Tandis que des partis tels le FDC s'opposent à la manifestation, d'autres soutiennent cette marche.
Calibri Calibro appelle a une grande manifestation à Paris sous la bannière de BAS (Brigarde Anti Sardinards) dont il est le leader en France.
Celestin Bedzigui, pour le parti PAL, comme certains autres leaders politiques, demande l'arrestation de Maurice Kamto.
Une plainte d'association des sauveteurs est déposée au tribunal à Yaoundé.
Jacques Fame Ndongo, dans une nouvelle longue réponse, réagit à l'appel à la manifestation.
La police se déploie et quadrille la ville de Yaoundé.
À l'initiative de l'ambassade du Cameroun en France, un appel à la diaspora camerounaise est lancé pour dire non aux manifestations anti-Biya. Les ambassades des pays occidentaux ayant reçu ordre de renforcer leur sécurité.
Une déclaration signée des chefs traditionnels de 6 cantons Sawa (Bakoko, Bele-Bele, Akwa, Deïdo, Bassa et Njo-Njo) est signée et publiée vendredi 18 septembre 2020.
Etame Augustin Assong, sous-officier déserteur/radié de l'armée appelle les militaires à manifester contre le régime de Yaoundé,.
En octobre 2020, le ministre français des Affaires étrangères, Jean Yves Le Drian, évoque cette affaire lors d'une séance de réponses aux questions des représentants du peuple en France.

### Presse
Polycarpe Essomba correspondant de RFI est interpellé et relâché 2 heures plus tard.

### Arrestations et interdiction de sortie de domicile
Olivier Bibou Nissack et Alain Fogué, membres du MRC sont interpelés. Le premier à son domicile et le second de retour d'une visite au premier.
Maurice Kamto et les personnes présentes dans sa maison sont bloqués à résidence depuis le 22 septembre 2020. Interdits de sortie de facto, sans notification formelle.